# Thomas Young
 Thomas Young  (ur. 13 czerwca 1773 w Milverton (hrabstwo Somerset), zm. 10 maja 1829 w Londynie) – angielski lekarz i naukowiec: fizyk doświadczalny, fizjolog oraz językoznawca-egiptolog; poliglota. Profesor m.in. Royal Institution w Londynie.
W fizyce zasłynął jako optyk – to współtwórca falowej teorii światła; razem z Fresnelem wskrzesił wcześniejszą koncepcję Huygensa, odświeżył ją i udowodnił przez obserwacje interferencji (doświadczenie Younga). Zajmował się również elastomechaniką, w której został upamiętniony nazwą modułu Younga. Jako fizjolog zajmował się okulistyką, badając wady wzroku oraz widzenie barw (teoria Younga-Helmholtza). Dla egiptologii przysłużył się rozszyfrowaniem pisma demotycznego.

## Lata nauki
Thomas Young był genialnym dzieckiem, nauczył się czytać już w wieku 2 lat. Szybko nauczył się też wielu języków, których w sumie znał 14 (w tym wiele pozaeuropejskich, jak np. arabski czy amharski). Już w latach młodości interesowały go zagadnienia z dziedzin fizyki i medycyny. Przejawiał także zdolności artystyczne – głównie gry na instrumentach muzycznych.
Studiował w Londynie, Edynburgu i Getyndze – medycynę, matematykę, fizykę oraz języki wschodnie. Podczas studiów zainteresował się badaniami nad światłem, studiując dzieła Newtona i Huyghensa o optyce oraz o prawach chemicznych Lavoisiera. Prowadził doświadczenia z cienkimi powłokami przepuszczając światło. Oprócz badań fizycznych zajmował się również badaniami medycznymi.
Pracował jako profesor w londyńskim Royal Institution (1801–1803) oraz na Middlesex University (1809–1810). Członkiem Royal Society był od 1794 roku.

## Dorobek naukowy

### Fizyka

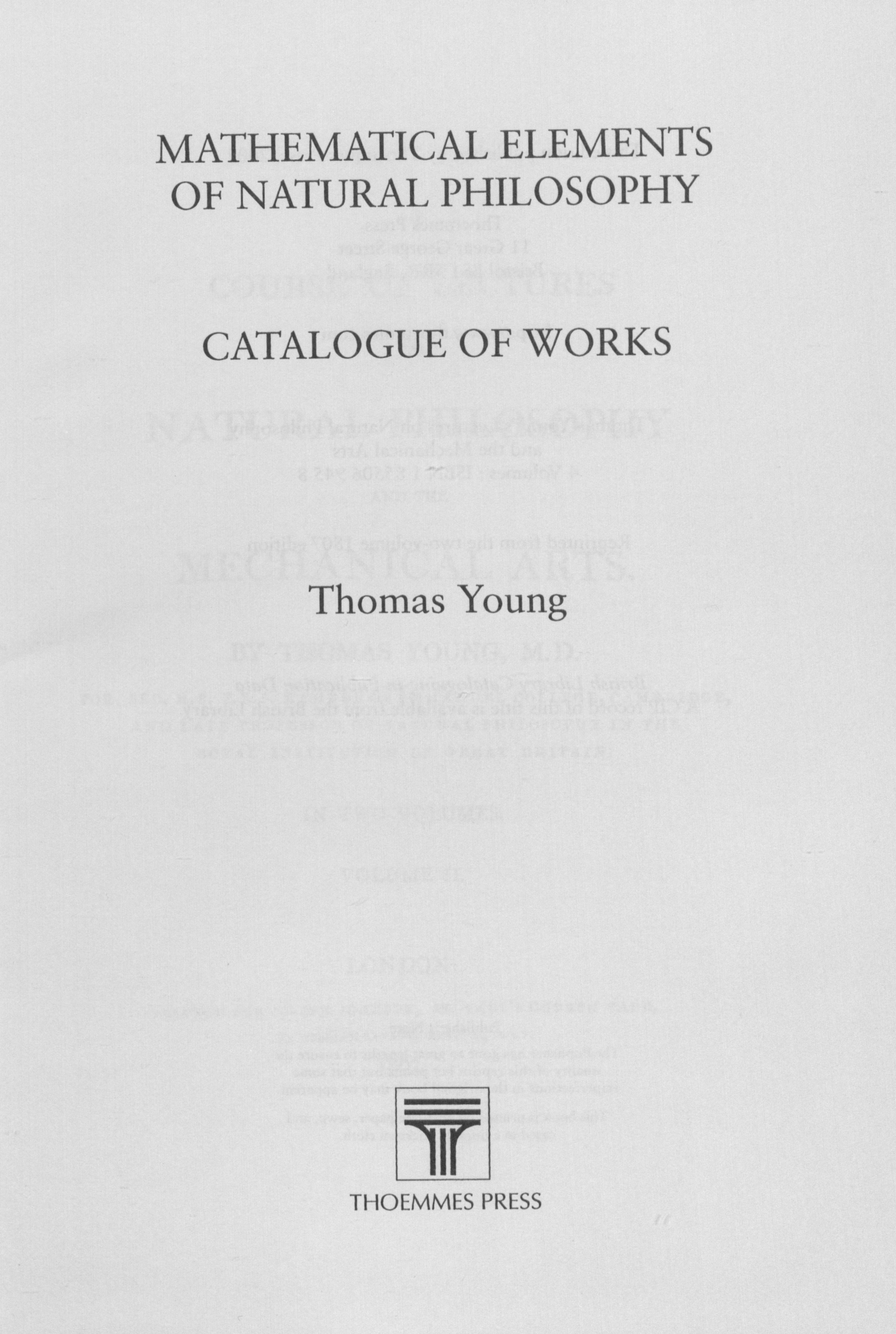
Mathematical elements of natural philosophy, 2002

Swe badania rozpoczął nad studiowaniem doświadczeń Malusa nad polaryzacją światła, stwierdzając że fale świetlne są falami poprzecznymi. Wytłumaczył powstawanie pierścieni Newtona i znalazł jako pierwszy przybliżone wartości długości fal świetlnych.
Young tłumaczył także ugięcie światła jako efekt interferencji między falami światła przechodzącymi pomiędzy otwór uginający a falami odbitymi od brzegów otworów.
Interferencję światła odkrył w maju 1801 roku, czym zapoczątkował falową teorię światła. Szczegółowy opis tego zjawiska wydał w roku 1807.
Dalsze badania były związane ze sprężystością ciał stałych, tzn. np. odporności metalu na skręcenie, rozciąganie i zginanie, wprowadzając w roku 1807 pojęcie modułu sprężystości. Przez pomiary kąta ugięcia w wyniku dyfrakcji wyznaczył grubości włókien wełny i rozmiary komórek krwi.

### Medycyna
Pracował jako lekarz w Saint George’s Hospital od 1811 roku.
Badania medyczne rozpoczął w roku 1793, wyjaśniając mechanizm akomodacji oka ludzkiego. W roku 1801 opisał astygmatyzm oraz podał teorię widzenia barw, poprawioną i zmodyfikowaną przez Helmholtza i nazwaną teorią Younga-Helmholtza.

### Inne badania
Jednym z jego największych osiągnięć było rozszyfrowanie znaczenia egipskiego pisma demotycznego (rezultaty opublikował w 1814 roku). Słynne jest jego stwierdzenie, że jeśli jeden człowiek potrafi coś zrobić, inny jest w stanie to powtórzyć. Przez współczesnych był uważany za ostatniego „człowieka, który wiedział wszystko”.

## Publikacje Thomasa Younga
Thomas Young napisał m.in.
- 1802: A Syllabus of a Course of a Natural and Experimental Philosophy (ważne odkrycia optyczne),
- 1807: Course of Lectures on Natural Philosophy and the Mechanical Arts (2 tomy, nowe wyd. 1845),
- 1815: Remarks on Egyptian Papyri,
- 1823: Account of some Recent Discoveries in Hieroglyphical Literature,
- 1826: Hieroglyphics,
- 1829: Egyptian Dictionary,
- 1855: Miscellaneous Works (3 tomy).